# 内布卡一世
内布卡一世（英語：Sanakht）古埃及古王国时期第三王朝的首任国王。（约公元前2661年—公元前2643年在位），作为第三王朝的建立者，他定都孟斐斯。建立孟斐斯帝国。因年代久远，其余具体事迹不详。现今的许多埃及学学者相信左塞尔才是第三王朝的第一位法老，他们指出韦斯特卡纸莎草中所记载的胡夫之前的几位法老的王位顺序表明内布卡一世应该位列左塞尔之后、胡尼之前。